# Division (Militär)

Taktisches Zeichen einer Infanteriedivision

Eine Division ist ein militärischer Großverband, der sich in den verschiedenen Teilstreitkräften und Staaten unterschiedlich zusammensetzen kann. Eine Division besteht üblicherweise aus rund 10.000 bis 30.000 Soldaten. Unterstellt sind der Division typischerweise Kampftruppenbrigaden und selbständige Divisionsbataillone oder -regimenter der Kampfunterstützungstruppen, Logistiktruppen und Führungstruppen. Divisionen werden von einem Divisionskommandeur meistens im Dienstrang eines Generalmajors geführt, in der Schweiz eines Divisionärs. Die nächsthöhere Führungsebene in den Landstreitkräften ist, falls vorhanden, das Korps oder die Armee.

## Allgemeines
Grundsätzlich wird der Begriff Division für einen Großverband der Landstreitkräfte verwendet. Divisionen der Luftwaffe orientieren sich an der personellen Größenordnung einer Heeresdivision – ihr sind mehrere Geschwader unterstellt. Abweichend davon gibt es in den Seestreitkräften auch erheblich davon abweichende Organisationsformen mit der Bezeichnung Division (s. u.) wie eine Schiffsdivision, die einer Abteilung entspricht.

## Heer
Eine Division ist im Heer ein operativer Großverband der Landstreitkräfte, der zum Gefecht der verbundenen Waffen befähigt ist und sich aus mehreren Regimentern oder Brigaden sowie verschiedenen Divisions-Unterstützungstruppen zusammensetzt.
Die Wehrmacht und später auch die Rote Armee gliederten ihre Divisionen in drei Regimenter einer Waffengattung, bei Panzerdivisionen ein Panzerregiment und zwei Panzergrenadierregimenter und weitere Divisionsverbände. Die NATO und die Bundeswehr gliederten ihre Divisionen in Brigaden, da diese eine flexiblere taktische Gefechtsführung durch Verbände durch gegenseitige Unterstellung ermöglichte, während in der Regimentsgliederung diese meist reinrassig blieben, oder die Wehrmacht im späten Kriegsverlauf zur Aufstellung von Kampfgruppen überging, die der Übergang zur Brigadegliederung darstellt.
In den Weltkriegen mit ihren Millionenheeren kamen ihnen oft rein operative Aufgaben zu. Typisch ist eine Gliederung mit zwei bis drei Regimentern oder Brigaden mit Infanterie, Kavallerie oder Panzertruppen, ein Regiment oder eine Brigade Artillerie sowie verschiedene Kampfunterstützungstruppen wie Pioniere, Sanitäter, Logistiktruppen, Panzerabwehrtruppen in Bataillonsstärke, geführt von einem Divisionsstab mit einem Divisionskommandeur im Generalsrang. Die typische Sollstärke lag zwischen 10.000 und 20.000 Soldaten, in manchen Fällen, wie etwa bei der US-Armee während des Ersten Weltkrieges, auch darüber.

### Geschichte
Der Begriff Division bezeichnete ursprünglich einen Teil einer beliebig großen Einheit. So führte Herzog Ferdinand von Braunschweig im Siebenjährigen Krieg eine aus den Kontingenten der Bundesgenossen Preußens zusammengesetzte „Division“, die aus allen Waffengattungen bestand. Als fester Terminus bezeichnete „Division“ bis zum Ende des 18. Jahrhunderts in der Regel eine Teileinheit eines Bataillons.
Über die Brauchbarkeit taktischer Formationen aus Infanterie, Kavallerie und Artillerie, von ihm Legion genannt, stellte 1757 der französische Marschall Moritz von Sachsen in seinen Rêveries Überlegungen an. Eine zwischen Brigaden/Regimentern und der „Armee“ als Großverband stehende organisatorische Struktur im Sinne einer heutigen Division wurde erstmals im Frankreich während des Siebenjährigen Krieges geschaffen. Es handelte sich hierbei jedoch um reine Marschverbände, die nach der Herstellung der Linienformation keine taktische Funktion mehr erfüllten. Ihre einzige Aufgabe bestand darin, den Übergang von der Marschformation in Linie zu beschleunigen und zu ordnen, nachdem eine französische Armee während dieses Manövers in Roßbach von einem zahlenmäßig unterlegenen preußischen Heer geschlagen worden war.
Wohl eine taktische Funktion, jedoch keine administrative Dauerhaftigkeit hatten behelfsmäßig gebildete, frei manövrierende, gemischte preußische Verbände in der Schlacht bei Freiberg und der Schlacht bei Vellinghausen, die das strikte Muster der Lineartaktik durchbrachen, aber Ausnahmeerscheinungen ohne weitere Nachwirkung im preußischen Heer blieben. Eingang in die zeitgenössische militärische Theorie fanden derartige Formationen in Guiberts Essai général de tactique von 1770 und Pierre Joseph de Bourcets Principes de la Guerre de Montagnes von 1775, die damit die weitere Entwicklung taktischer Großverbände in den Revolutionskriegen andeuteten: Kolonnen aus Kavallerie, Infanterie und Artillerie, die zentral durch einen Stab geführt, auf mehreren Operationslinien vorrückten um ein gemeinsames operatives Ziel zu erfüllen. In technischer Hinsicht verbesserte die Reform der französischen Artillerie durch Gribeauval die Möglichkeit der Kooperation von Feldartillerie mit den anderen Waffengattungen.

#### Entstehung in den Koalitionskriegen
Divisionen im heutigen Sinn, sowohl als dauerhafter administrativer Verband, als auch als selbstständig operierende Einheit einer Armee, entstanden infolge der Französischen Revolution unter dem Eindruck des ersten Koalitionskrieges. Wegen der großen Ausdehnung der französischen Streitkräfte durch Freiwillige und die Levée en masse auf über 1 Million Soldaten sowie durch die Unerfahrenheit vieler militärischer Führer wurde eine Führungsebene zwischen den Armeebefehlshabern und den Regimentern notwendig. Diese wurde unter maßgeblicher Beteiligung von Lazare Nicolas Marguerite Carnot durch Dekret des Nationalkonvents und des Wohlfahrtsausschusses 21. Februar 1793 geschaffen. Zumindest auf dem Papier wurden die Streitkräfte der Republik nunmehr in Divisionen, Brigaden und Halbbrigaden, gegliedert. Die Infanterieregimenter wurden aufgelöst. Die Divisionen bestanden dabei aus zwei Infanteriebrigaden zu zwei Halbbrigaden mit je drei Bataillonen, einem Kavallerieregiment sowie 32 Feldgeschützen. Kavalleriedivisionen mit berittener Artillerie wurden ebenfalls gebildet. Es handelte sich also um Verbände verbundener Waffen, die als Teil einer größeren Streitmacht eigene Kampfaufgaben selbstständig erfüllen konnten. Damit vereinfachte sich die Führung größerer Streitkräfte und ihre Flexibilität stieg, da den Divisionen jeweils Teilaufgaben übertragen werden konnten. Als vorteilhaft erwies sich auch die Möglichkeit, die Gesamtstreitmacht in Divisionskolonnen auseinandergezogen marschieren zu lassen, da so die „Versorgung aus dem Land“ erfolgen konnte und der Bedarf an großen, hinderlichen Trains abnahm.
Ein Beispiel, wie die neue Gliederung die Operation größerer Verbände positiv beeinflusste, stellt die Schlacht bei Wattignies nahe Maubeuge am 15. und 16. Oktober 1793 dar, bei der es dem französischen Befehlshaber Jean-Baptiste Jourdan gelang, nach einem schnellen Vormarsch auf breiter Front und einem ersten gescheiterten Angriff, seine Truppen schnell umzugruppieren, die österreichischen Truppen auszumanövrieren und zu schlagen. Eine derartige Expertise im Umgang mit den neu geschaffenen Verbänden war allerdings bis zum Ende des ersten Koalitionskrieges eher selten. Vielfach wurde die Kooperation zwischen den einzelnen Divisionen eines Befehlshabers vernachlässigt, so dass es den Koalitionsstreitkräften gelang, Divisionen einzeln zu zerschlagen. Aus diesem Grund wurde diese Innovation lange Zeit Napoléon Bonaparte zugeschrieben, der sie, durch die Schaffung eines neuen operativen Großverbandes in Gestalt der Armeekorps, noch einmal entscheidend verbesserte.
Die Gliederung der Armee in Divisionen wurde, unter dem Eindruck der militärischen Erfolge Napoleons, bald von anderen Streitkräften übernommen. So wurde 1805 die gesamte Preußische Armee auf Vorschlag Scharnhorsts in Divisionen gegliedert. Allerdings wurde auch die gesamte Kavallerie den einzelnen Infanteriedivisionen zugeteilt, die dadurch die Möglichkeit verlor, massiert am Schwerpunkt des Gefechts eine Entscheidung herbeizuführen.

#### Deutscher Bund
Im Bundesheer des Deutschen Bundes waren die Divisionen je nach truppenstellenden Staaten unterschiedlich gegliedert.

In Preußen bestand eine Division aus zwei Infanterie-Brigaden zu zwei Infanterie-Regimentern und einer Kavallerie-Brigade zu zwei Kavallerie-Regimentern, die Artillerie und anderen Waffengattungen waren Korpstruppen.
Eine Infanterie-Division der Württembergischen Armee bestand im Frieden aus
- zwei Infanterie-Brigaden zu zwei Infanterie-Regimentern zu je zwei Bataillonen[5].

Im Deutschen Krieg 1866 bestand die 1. (königlich württembergische) Division im VIII. Bundes-Armee-Korps aus
- 3 Infanterie-Brigaden zu je zwei Infanterie-Regimentern,
  - Artillerie-Batterie,
  - Sanitäts-Zug,
- Jäger-Bataillon,
- Kavallerie-Brigade,
- Divisions-Pionierbataillon

1830 wurde aus den Kontingenten der kleinen Bundesstaaten eine Reserve-Division gebildet, die im Konfliktfall die Bundesfestungen Mainz, Luxemburg und Landau besetzen sollte.

#### Deutsches Kaiserreich
Im Heer des Deutschen Reiches 1871–1918 bestand im Frieden eine (Infanterie-)Division aus:
- zwei Infanterie-Brigaden zu je zwei Infanterie-(Grenadier-/Füsilier-)Regimentern
- einer Kavallerie-Brigade zu zwei Kavallerie-Regimentern
- seit 1. Oktober 1899[8] einer Feldartillerie-Brigade zu zwei Feldartillerie-Regimentern (bis dahin war die Feldartillerie im Frieden Korpstruppe).

Die einzige im Frieden bestehende Kavalleriedivision war die preußische Garde-Kavallerie-Division.
Divisionstruppen gab es, im Gegensatz zu einigen anderen Armeen, noch nicht – Pioniere, Jäger, Fußartillerie und Train waren stattdessen den übergeordneten Armeekorps als Korpstruppen unterstellt.
Bei der Mobilmachung zum Ersten Weltkrieg wurde die Bezeichnung der aktiven Divisionen von Division auf Infanterie-Division geändert. Im Wesentlichen nach ihrem Muster wurden, hauptsächlich aus Reservisten bzw. Landwehrleuten, Reserve-Divisionen und Landwehr- sowie Ersatz-Divisionen gebildet. Die Divisionskavallerie der Infanterie-Divisionen wurde auf ein Regiment vermindert, aus den freigewordenen Kavallerie-Regimentern wurden insgesamt zehn Kavallerie-Divisionen zu je sechs Regimentern gebildet.
Ab 1915 wurden die meisten Divisionen umgegliedert. Sie bestanden ab da aus:
- einer Infanterie-Brigade zu drei Infanterie-Regimentern
- einem Feldartillerie-Regiment
- einer Kavallerie-Eskadron
- Divisionstruppen (Fernsprech-Abteilung, Pionier-Bataillon (aus Stab, zwei Pionier-Kompanien, Minenwerfer-Kompanie), Sanitäts-Kompanie, Feldlazarette, Divisions-Kraftwagen-Kolonne (ab Januar 1917), Pferde-Lazarett)

Die zuvor zweigliedrigen Infanterie-Brigaden und Artillerie-Regimenter wurden im Ausgleich dreigliedrig.

#### Österreich-Ungarische Armee
In den Streitkräften Österreich-Ungarns wurde diese Großverbandsebene als Truppendivision (Kavallerie-Truppendivision/Infanterie-Truppendivision) bezeichnet. Die Bezeichnung Division als solche blieb Verbänden in Bataillonsstärke vorbehalten (Train Division/Haubitz Division). Geführt wurden die Truppendivision von einem Feldmarschalleutnant.
Bei der österreichisch-ungarischen Kavallerie gab es bis 1860 ebenfalls die Bezeichnung Division. Ein Regiment der Kavallerie bestand in der Regel ursprünglich aus drei bis vier (in der Ausnahme auch mehr) Divisionen. Mit Division wurde hier ein Verband in Bataillonsstärke bezeichnet. Jede Division hatte drei Eskadronen, deren jede wiederum aus zwei Kompanien bestand. Die Anzahl der Reiter in den einzelnen Teileinheiten schwankte, lag jedoch normalerweise bei etwa 80 Reitern je Kompanie, bzw. 160 Reitern je Eskadron.
Die einzelnen Divisionen wurden nach ihren formalen Führern innerhalb des Regiments benannt:
- die 1. Division war die Oberst-Division
- die 2. Division war die Oberstlieutenant (Oberstleutnant)-Division
- die 3. Division war die Majors-Division
- die 4. Division war die 2. Majors-Division
- die 5. Division (soweit vorhanden) war die 3. Majors-Division

Siehe auch: Liste der Großverbände der k.u.k. Armee

#### Reichswehr
In der Reichswehr der Weimarer Republik war eine Division (ohne weiteren Zusatz im Namen) eine Infanterie-Division. Der zweite in der Reichswehr bestehende Divisionstyp war die Kavallerie-Division.

#### Wehrmacht

Stander des Kommandeurs einer deutschen Division, 1933–1945

Bei den Landstreitkräften der Wehrmacht gab es folgende Typen von Divisionen:
- Infanterie-Division
  - ab 1943 Grenadier-Division
  - ab 1944 Volksgrenadier-Division als Neuaufstellungen
- Jäger-Division
- Skijäger-Division
- Gebirgsjäger-Division
- Infanterie-Division (mot.) später umbenannt in
- Panzergrenadier-Division
- Panzer-Division
- Artillerie-Division
- Luftwaffen-Felddivision
- Fallschirmjäger-Division
- Marine-Grenadierdivision
- Sicherungs-Division
- Kavallerie-Division Einsatz zumeist als Sicherungsdivision

Den Divisionen der Wehrmacht unterstanden meist drei Regimenter der jeweiligen Truppengattung als Kampfverbände und (Kampf-)Unterstützungsverbände. Den Jäger-Divisionen und der Ski-Jäger-Division unterstanden nur zwei Jäger-Regimenter.
Innerhalb der oben genannten Divisionstypen gab es unterschiedliche Gliederungen je nach Aufstellungsjahr oder Aufstellungsbefehl (siehe Aufstellungswelle). Die größte Anzahl wies die Truppengattung Infanterie auf, von denen ein Teil motorisiert wurde. Nach Aufstellung von Panzer-Divisionen wurden diese Infanterie-Divisionen mot. als Panzergrenadier-Division bezeichnet. Wesentlicher Unterschied der Jäger-Division zu einer Infanterie-Division war, dass sie nur aus zwei Jägerregimentern – im Gegensatz zu den drei Infanterie-Regimentern der Infanterie-Division – bestand. Im Laufe weiterer Aufstellungswellen galt dies  teilweise auch für andere Divisionen.
Im Folgenden ist die Gliederung einer normalen Infanterie-Division der 1. Aufstellungswelle dargestellt. Eine Infanterie-Division der 1. Aufstellungswelle hatte einen Soll-Bestand von 534 Offizieren, 2701 Unteroffizieren, 14.397 Mannschaften und 102 Beamten. Bis 1945 verringerte sich die Sollstärke einer deutschen Infanterie-Division auf 11.909 Mann, davon 352 Offiziere, 1947 Unteroffiziere, 9581 Mannschaften und 29 Beamte.
Aufgrund der steigenden Verluste umfassten seit 1942/43 viele Divisionen nur noch 6 bis 7 anstatt 9 Infanteriebataillonen, z. B. nur noch zwei Regimenter zu drei oder drei Regimenter zu zwei Bataillonen usw. Für den größten Teil des Feldheeres wurde mit Befehl des Oberkommando des Heeres vom 3. Oktober 1943 die Gliederung zur "Infanteriedivision neuer Art (n. A.)" (bzw. "Inf. Div. n. A. 44") angeordnet. Sie umfasste nur noch zwei Infanterieregimenter mit je zwei Bataillonen (zu drei Schützenkompanien), dazu die Infanteriegeschütz- und Panzerjägerkompanie (je Regiment).
Die Sollstärke wurde gegen Kriegsende fast nie erreicht.

Divisionskommando
- Divisionskommandeur (Generalleutnant oder Generalmajor)
- Führungsabteilung (10 bis 15 km hinter der Front)
  - Ia 1. Generalstabsoffizier (Oberstleutnant i.G, Vorschläge an Divisionskommandeur zur Führung)
  - O1 1. Ordonnanzoffizier (Major, Gehilfe des Ia)
  - Ic 3. Generalstabsoffizier (Hauptmann i.G, Feindlageoffizier)
  - O3 3. Ordonnanzoffizier (Oberleutnant, Gehilfe des Ic)
  - Divisionsartillerieführer (Kommandeur des Artillerieregiments)
  - Divisionspionierführer (Kommandeur des Pionierbataillons)
  - Divisionsnachrichtenführer (Kommandeur der Nachrichtenabteilung)
  - Divisionskartenstelle unter Führung eines Offiziers mit Druckereizug (mot.)
  - Meldezug (mot. Krad)
- Adjutantur (15 bis 20 km hinter der Front)
  - IIa Divisionsadjutant (Major, Personalangelegenheiten der Offiziere)
  - IIb Vertreter Divisionsadjutant (Hauptmann, Personalangelegenheiten der Unteroffiziere und Mannschaften)
  - III Divisionskriegsgericht (Kriegsgerichtsrat zuständig für Strafsachen, Disziplinarsachen und Rechtshilfeersuchen der nichtmilitärischen Gerichte im Reich)
  - Registratur (schriftliches Befehlswesen, Geheimsachen)
- Quartiermeisterabteilung (15 bis 20 km hinter der Front)
- Ib 2. Generalstabsoffizier (Major, Leiter der Quartiermeisterabteilung und für die Divisionsversorgung zuständige Person wie z. B. Nach- und Anschub von Material und Personal einschließlich Gefangenen, Verkehrsführung und Luftschutz im rückwärtigen Divisionsgebiet)
- O2 2. Ordonnanzoffizier (Gehilfe des Ib, besonders in Ansehung der rückwärtigen Dienste)
- Ib/WuG (Hauptmann, Ergänzung, Nachschub und Pflege von Waffen, Munition und Gerät aller Art)
- Ib/Kfz (Hauptmann, Ersatz, Nachschub und Instandsetzung von Kfz.)
- IVa Divisionsintendant (Intendanturrat, Versorgung mit Verpflegung, Futter, Bekleidung und Ausrüstung)
- IVb Divisionsarzt (Oberfeldarzt, Vorgesetzter aller Sanitätsdienste der Division)
- IVc Divisionsveterinär (Oberstabsveterinär, Vorgesetzter aller Veterinärdienste der Division, zuständig für Kriegspferde, Seuchenpolizei, Schlächtereizug und Lebensmittelkontrolle)
- IVd Katholischer und evangelischer Pfarrer
- IVz Stabszahlmeister mit Rechnungsstelle (Auszahlung des Wehrsoldes u. a.)

Oft wurde direkt bei der Front eine Führungsstaffel gebildet.
3 Infanterie-Regimenter
- 3 Infanteriebataillone zu je
  - 4 Schützenkompanien
- Panzerabwehrkompanie
- Infanteriegeschützkompanie

Aufklärungsabteilung
- Reiterschwadron
- Radfahrerschwadron
- Schwere Schwadron

Artillerie-Regiment
- 3 leichte Artillerieabteilungen
- 1 schwere Artillerieabteilung
- Beobachtungsabteilung (mot.)

Panzerabwehrabteilung
- 3 Panzerabwehrkompanien

Pionier-Bataillon
- 3 Pionierkompanien
- Brückenkolonne

Nachrichtenabteilung
- Fernsprechkompanie
- Funkkompanie

Feldersatzbataillon
- 3 Schützenersatzkompanien

Nachschubdienste
Divisionsnachschubführer mit
- 8 Kraftwagenkolonnen
- 1 Kraftwagenkolonne für Betriebsstoffe
- Werkstattkompanie
- Nachschubkompanie

Verwaltungsdienste
- Bäckereikompanie
- Schlächtereizug
- Verpflegungsamt

Sanitätsdienste
- Sanitätskompanie
- Sanitätskompanie (mot.)
- Feldlazarett (mot.)
- 2 Krankenkraftwagenzüge

Veterinärkompanie
Feldgendarmerietrupp (mot.)
Feldpostamt (mot.)

#### Nationale Volksarmee
Die Landstreitkräfte der NVA der DDR verfügten über sechs aktive und fünf Mobilmachungsdivisionen. Es gab zwei Typen:
- motorisierte Schützendivision
- Panzerdivision

Die Luftstreitkräfte der Nationalen Volksarmee verfügten über folgende Divisionen:
- 1. Luftverteidigungsdivision (1. LVD)
- 3. LVD
- Führungsorgan Front- u. Militärtransportfliegerkräfte

#### Bundeswehr

Stander des Kommandeurs einer Panzerdivision der Bundeswehr

In der Teilstreitkraft Heer der Bundeswehr gab es verschiedene Divisionstypen.
In den Heeresstrukturen II (1959 bis 1970) bis V (1990 bis 1992) bestand
- eine Panzerdivision aus 2 Panzerbrigaden und einer Panzergrenadierbrigade
- eine Panzergrenadierdivision aus 2 Panzergrenadierbrigaden und einer Panzerbrigade
- sowie Divisionstruppen in Regiments- oder Bataillonsstärke.

Daneben gab es
- die 1. Gebirgsdivision und
- die 1. Luftlandedivision.

Im Rahmen der Truppenreduzierung wurden beide Divisionen aufgelöst.
In der Heeresstruktur III wurden die 2. und 4. Panzergrenadierdivision in eine
- Jägerdivision

umbenannt: Eine Panzergrenadierbrigade wurde jeweils in eine Jägerbrigade umgegliedert. Mit der Heeresstruktur IV wurde dies unter gleichzeitiger Umbenennung wieder rückgängig gemacht.
Mit der Heeresstruktur V (N) (1993 bis 1997) wurden die Panzer- und Panzergrenadierdivisionen einheitlich in eine
- mechanisierte Division mit 3 gleich gegliederten Brigaden umgewandelt, behielten aber aus Traditionsgründen ebenso wie die Brigaden ihren bisherigen Namen.

Beispielhaft die Gliederung einer modernen mechanisierten Division:

- Divisionstruppen
  - Stab und Stabskompanie
  - Heeresfliegerverbindungsstaffel
  - (Fernmelderegiment)
    - Fernmeldebataillon/Stabsfernmeldebataillon
    - EloKa-Bataillon

  - (Panzer-)Aufklärungsbataillon
    - Feldnachrichtenkompanie

  - (Jägerregiment (nicht aktiv))
    - zwei Jägerbataillone
    - Sicherungsbataillon

  - Feldjägerbataillon
  - Feldersatzbataillon
  - Heeresflugabwehrregiment/Panzerflugabwehrbataillon mit mehreren Batterien (je Kampftruppenbataillon 1 Heeresflugabwehr-Kanonenbatterie)
  - (Pionierregiment)
    - Pionierbataillon
    - schweres (Brücken-)Pionierbataillon

  - (Nachschubregiment)
    - Instandsetzungsbataillon
    - Transportbataillon

  - (Sanitätsregiment)
    - Sanitätsbataillon
    - Feldlazarett in Bataillonsstärke (nicht aktiv)

  - ABC-Abwehrbataillon/-kompanie
  - Artillerieregiment
    - Stabsbatterie
    - Sicherungsbatterie
    - Artillerieaufklärungsbataillon
    - Panzerartillerie/Feldartilleriebataillon
    - Raketenartilleriebataillon
- Die Division führt zwei bis sechs Brigaden.

In der Heeresstruktur Neues Heer für neue Aufgaben (1997 bis 2001) wurde 2001 die
- Division Spezielle Operationen

neu aufgestellt.
Mit der Struktur Heer der Zukunft (2001 bis 2006) im Rahmen der Transformation der Bundeswehr wurde 2002 die
- Division Luftbewegliche Operationen

neu aufgestellt.
Gleichzeitig erfolgte die Kategorisierung des Heeres in Eingreif-, Stabilisierungs- und Unterstützungskräfte und damit eine weitere Typisierung der noch verbliebenen normal durchnummerierten Divisionen.
- Die Division Eingreifkräfte (1. Panzerdivision) verfügt neben zwei Brigaden über umfangreiche Divisionstruppen.
- Die Division Stabilisierungskräfte (10. Panzer- und 13. Panzergrenadierdivision) verfügt ebenfalls über zwei Brigaden, jedoch über keine Divisionstruppen. Diese werden ihnen erst für den Einsatz aus der Heerestruppenbrigade – die der DLO unterstellt ist – zugeteilt.

##### Liste der Divisionen im Heer
Folgende Tabelle enthält alle im Heer der Bundeswehr jemals aufgestellte Divisionen. Die meisten der aufgezählten Divisionen sind aufgelöst. Einige Divisionen sind mehrfach gelistet, wenn sich ihre Bezeichnung geändert hat.
| Typ                     | Truppenteile |
| ----------------------- | --- |
| Panzerdivision          | 1., 3., 5., 7., 10., 12. |
| Panzergrenadierdivision | 1., 2., 4., 6., 7., 11., 12., 13., 14. |
| Grenadierdivision 2     | 1., 2., 4., 6. |
| Jägerdivision           | 2., 4. |
| Weitere                 | 1. GebDiv, 1. LLDiv, DLO, DSO, DSK, KLK/4. Div, Div SÜD, 6. Div 2, 7. Div 2, HSchDiv (in Aufstellung), MND (C) 3                                                                   |
| Fusionierte 1           | Div/WBK VII, Div/WBK VIII, WBK I/6. PzGrenDiv, WBK II/1. PzDiv, WBK II/7. PzDiv, WBK IV/5. PzDiv, WBK V/10. PzDiv, WBK VI/1. GebDiv, WBK VII/13. PzGrenDiv, WBK VIII/14. PzGrenDiv |

### Heutige Gliederung von Heeresdivisionen

#### Deutschland
Nach Umsetzung der Neuausrichtung der Bundeswehr seit 2016 gibt es noch drei Divisionen mit sieben deutschen und zwei niederländischen Brigaden:
- Division Schnelle Kräfte, Stadtallendorf
- 1. Panzerdivision, Oldenburg
- 10. Panzerdivision, Veitshöchheim

Ab 2025 wird neu aufgestellt:
- Heimatschutzdivision

#### Österreich
Das österreichische Bundesheer nach dem Zweiten Weltkrieg verfügte vorübergehend über zwei Divisionen. Einmal die mechanisierte 1. Panzergrenadierdivision mit Sitz in Baden und die Fliegerdivision mit Sitz in Hörsching bzw. Langenlebarn. Beide Divisionen sind in der Zwischenzeit aufgelöst worden. Vorübergehend war noch geplant eine Jägerdivision aus drei Jägerbrigaden aufzustellen. Dazu kam es jedoch nie.
Die 1. Panzergrenadierdivision wurde mit der Heeresumgliederung 1975 aufgestellt. Sie bestand aus drei gemischten Brigaden (3. 4. und 9. Panzergrenadierbrigade) und hatte eine Sollstärke im Mobilmachungsfall von etwa 20.000 Mann. Die drei Brigaden hatten wechselnde Verbände aber die Grundstruktur war wie folgt:
- 1 Panzerbataillon zu 4 Kompanien zu je 13 Kampfpanzern,
- 1 Panzergrenadierbataillon zu 4 Panzergrenadierkompanien und einer Jagdpanzerkompanie,
- 1 Panzerartilleriebataillon zu 3 Batterien,
- 1 Panzerstabsbataillon mit verschiedenen Unterstützungseinheiten meist 1 Aufklärungskompanie, 1 Panzerpionierkompanie, 1 Fliegerabwehrkompanie, 1 Feldambulanz sowie 1 Stabskompanie mit weiteren Unterstützungskräften.

Teilweise war noch ein Aufklärungsbataillon (3. Brigade wechselnd) und ein Jagdpanzerbataillon (4. und 9. Brigade) zugeteilt. Diese letzten Truppen wechselten jedoch häufig ihre Unterstellung.
Mit der Neugliederung 1991 wurde die Panzergrenadierdivision abgeschafft und die drei, später (1998) zwei verbliebenen Panzergrenadierbrigaden dem Streitkräfteführungskommando direkt unterstellt. Die 9. Panzergrenadierbrigade (Götzendorf) ist in der Zwischenzeit aufgelöst und die verbliebenen Brigaden (3. Mautern und 4. Linz / Ebelsberg) stark verkleinert worden.

#### Schweiz
Die Schweizer Armee besaß bis zu 12 Divisionen (Armee 61), während des Zweiten Weltkrieges bis 15, die je von einem (Oberst)Divisionär geführt wurden. Ihr Einsatz war auf die Verteidigung des Territoriums der Schweiz im Verteidigungsfall beschränkt. Mit der Reduktion der Bestände durch die Armee XXI wurden die Divisionen 2003 abgeschafft.
Mit der Umsetzung der Weiterentwicklung der Armee wurden die Territorialregionen per 1. Januar 2018 in Territorialdivisionen umbenannt.

#### NATO
Die NATO stellte nach 2014, dem Jahr als Russland die ukrainische Halbinsel Krim besetzte, vier multinationale Divisions-Hauptquartiere auf.
- Hauptquartier der Multinationalen Division Nord, "Multinational Division North Headquarters", im dänischen  Karup und einem vorne stationiertem Element im lettischen Ādaži
- Hauptquartier der Multinationalen Division Nordost, "Multinational Division Northeast Headquarters", im polnischen Elbląg/Elbing
- Hauptquartier der Multinationalen Division Südost, "Multinational Division Southeast Headquarters in Bukarest
- Hauptquartier der Multinationalen Division Zentrum, "Multinational Division Centre Headquarters", im ungarischen Székesfehérvár, dieses Divisionshauptquartier wurde bereits ein zweites Mal aufgestellt; es exisistierte bereits früher in leicht anderer Schreibweise als Multinational Division Central und war von 1994 bis 2002 im JHQ Rheindahlen stationiert

Ihnen sind neben den multi-nationelnen NATO-Battlegroups in den jeweiligen Regionen im Bedarfsfall weitere Truppen der Bündnispartner unterstellt.

## Marine

### Geschichte
In den deutschen Marinen gab es den Begriff der Division auf unterschiedlichen Ebenen.
Erstens gab es Divisionen als Organisationsform der Divisionsebene wie bei der Luftwaffe. In der Bundesmarine gab es zeitweise drei Divisionen:
- Marinefliegerdivision
- Marinedivision Nordsee
- Marinedivision Ostsee

Diese Organisationsform existiert in der heutigen Deutschen Marine nicht mehr.

Divisionsstander als Kommandozeichen einer Schiffs- oder Bootsdivision

Des Weiteren werden die Teilverbände eines Geschwaders als Divisionen bezeichnet. Nach dem Exerzier-Reglement für die Kaiserliche Marine vom 12. Januar 1886 wurden Geschwader aus mehr als vier Schiffen in Divisionen von bis zu vier Schiffen geteilt. Am 16. Januar 1893 wurde das Exerzier-Reglement abgeändert. Hiernach bestand ein Geschwader nun aus mindestens zwei bis vier Divisionen zu insgesamt mindestens sechs Schiffen, wobei eine Division aus mindestens zwei und höchstens vier Schiffen bestand. Diese Regelung blieb bis 1914 in Kraft. In den Linienschiffgeschwadern der Kaiserlichen Marine gab es eine feste Einteilung in zwei Divisionen mit je vier Schiffen, dieselben wurden in der zweiten Hälfte des Ersten Weltkrieges abgeschafft und Geschwader mit nur noch 4–5 Schiffen insgesamt gebildet, so etwa beim Unternehmen Albion.
Zum dritten wurden bis in die 1980er Jahre die Schiffs- und Bootsbesatzungen in Divisionen eingeteilt. Die Division mit der Untergliederungsform der Korporalschaft war eine truppendienstliche Organisationsform, während die Besatzung fachlich in Hauptabschnitte und Abschnitte untergliedert war. Weil diese beiden Organisationsformen im Wesentlichen miteinander übereinstimmten, wurde die Divisionsgliederung abgeschafft.
Viertens wurde in historischen deutschen Marinen wie der preußischen und der Kaiserlichen Marine die Bezeichnung Division für Ausbildungsformationen verwendet, die etwa Bataillonsstärke hatten und mit heutigen Lehrgruppen zu vergleichen sind. Bei jeder Marinestation gab es eine Matrosendivision für die Ausbildung des seemännischen und Waffenpersonals und eine Werftdivision, in der die Schiffstechniker ausgebildet wurden.
Fünftens gab es in der Kriegsmarine Divisionen als kleinsten Großverband, bestehend aus mehreren Flottillen wie zum Beispiel Sicherungsdivisionen.

### Heutiger Gebrauch
Die deutsche Marine nutzt den Begriff Division nur noch zur Einteilung in Bootsgeschwader, die geschlossen als taktischer Verband eingesetzt werden. Dabei führt in der Regel der Geschwaderkommandeur die erste Division seines Geschwaders und der S3-Stabsoffizier und Stellvertreter die zweite Division, jeweils bestehend aus zwei bis fünf Booten. In Ausnahmefällen kann ein erfahrener Bootskommandant als Führer einer dritten Division eingeteilt werden.
Einige andere Marinen kennen Divisionen als Gliederung von Schiffsverbänden. Auch heute noch gibt es z. B. bei den japanischen Maritimen Selbstverteidigungsstreitkräften Divisionen als Organisationsverband.

## Luftstreitkräfte

### Luftwaffe der Wehrmacht
In der Luftwaffe der Wehrmacht waren die Fallschirmjäger in Divisionen aufgeteilt. Es gab insgesamt 14 Divisionen: 1., 2., 3., 4., 5., 6., 7., 8., 9., 10., 11., 20. und 21. Fallschirmjäger-Division sowie die Fallschirmjäger-Division Erdmann.
Zudem wurden in den Jahren 1942/43 insgesamt 22 Luftwaffen-Felddivisionen aufgestellt. Dies waren Divisionen der Luftwaffe, die im Erdkampf eingesetzt wurden. Am 20. September 1943 erließ Adolf Hitler einen Befehl, dass die Luftwaffen-Felddivisionen unter dem Namen Felddivision (L) in das Heer eingegliedert werden sollten. Aus den Luftwaffensoldaten wurden Heeressoldaten.

### Luftstreitkräfte/Luftverteidigung der NVA
Die Luftstreitkräfte/Luftverteidigung der NVA verfügten mit der 1. Luftverteidigungsdivision (1. LVD) und 3. LVD über zwei Großverbände, die bereits im Frieden im Diensthabenden System der Luftverteidigung und im Krieg unter Führung des Kommandos Luftstreitkräfte/Luftverteidigung für Gefechtsaufgaben vorgesehen waren. In einem weiteren Divisionsäquivalent, dem 1981 aufgestellten Führungsorgan der Front- und Armeefliegerkräfte (FO FAFK), aus dem 1984 das Führungsorgan Front- u. Militärtransportfliegerkräfte (FO FMTFK) hervorging, wurden die Luftangriffs-, Luftaufklärungs- und Lufttransportkräfte zusammengefasst. Diese Verbände hätten im Krieg ihr Unterstellungsverhältnis geändert, dem FO FMTFK wäre keine Führungsaufgabe zugefallen.
siehe Hauptartikel: Luftstreitkräfte der Nationalen Volksarmee

### Luftwaffe der Bundeswehr
In der Bundeswehr haben Luftwaffendivisionen keinen Auftrag zur selbstständigen Gefechtsführung. Vielmehr dienen sie zur truppendienstlichen Organisation von Verbänden (Geschwader, Regiment, Bereich) und Dienststellen.